# Tei cu frunza mare
Teiul cu frunza mare, sau Tilia platyphyllos, este arbore, ce face parte din familia Tiliaceae. Acesta este răspândit în aproape toată Europa, în afară de zonele nordice reci. Arborele poate atinge o înălțime medie de 30 m, uneori până la 35 m, având un ritm de creștere destul de redus. Frunzele sunt mari, având un diametru de până la 15 cm. 

## Utilizarea economică
Teiul cu frunnza mare este un arbore melifer. 

## Legături externe
- en Tilia platyphyllos - distribution map, genetic conservation units and related resources. European Forest Genetic Resources Programme (EUFORGEN)